# Otto Maier
Otto Maier (ur. 23 grudnia 1887, zm. 29 maja 1957) – niemiecki wioślarz, złoty medalista olimpijski.
Wystąpił na igrzyskach olimpijskich w Sztokholmie w 1912, gdzie niemiecka osada Ludwigshafener Ruder Verein w składzie: Albert Arnheiter, Hermann Wilker, Rudolf Fickeisen, Otto Fickeisen i Otto Maier(sternik) zdobyła złoty medal w czwórkach ze sternikiem. Był to jego jedyny start olimpijski.
Niektóre źródła, w tym oficjalny raport olimpijski podają, iż sternikiem niemieckiej osady na IO 1912 był Karl Leister, ewentualnie Leister i Maier startowali w Sztokholmie na różnych etapach rywalizacji. Jednakże badania szwedzkich archiwów, połączone z wynikami rywalizacji podanymi w gazecie Olympiska Spelen Tidnings i niemieckim dzienniku Wassersport oraz informacją z archiwum klubów Ludwigshafener Ruderverein i Ruderclub Frankfurt 1865 jednoznacznie wskazują, iż to Maier był jedynym sternikiem ekipy podczas IO 1912. Nie jest pewne czy Leister rzeczywiście przebywał wtedy w Sztokholmie.